# Oof (meme)
Oof, ook wel bekend als de Roblox death sound, is een meme waarbij het geluid dat personages van een online platform genaamd Roblox maken als ze sterven of dat in hilarische situaties gebruikt wordt.
Het betreft hier het hergebruiken van een geluid uit het online platform Roblox, een soort MOO. Dat spel wordt geacht kindvriendelijk te zijn en als personages in het spel sterven maken ze een geluid dat niet zozeer afgrijselijk klinkt, maar eerder het geluid is van een kind dat aangeeft dat het af is. Het desbetreffende geluid klinkt als "oe" of "oef", hetgeen de naam van deze meme oplevert. De meme is het hergebruiken van dit geluid in diverse filmpjes waarin dingen en mensen aan hun eind komen of beschadigd/gewond raken.

Op Roblox zelf werd Oof in juli 2022 vervangen door een nieuw geluid. .